# Categoria (taxonomia)

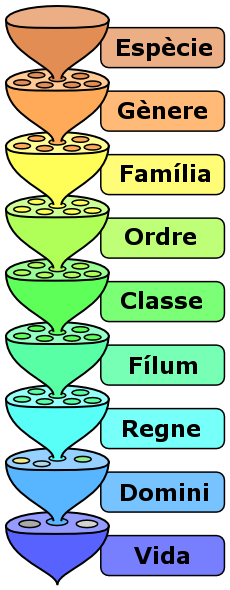
Categories

En taxonomia, una categoria és un dels nivells que s'assignen als tàxons en el seu ordenament jeràrquic. Les categories s'inclouen en categories superiors i se subdivideixen en categories inferiors. Serveixen per a classificar els éssers vius indicant-ne les relacions evolutives.

## Categories fonamentals
Les categories fonamentals són les següents, en ordre jeràrquic decreixent:
- Domini
- Regne
- Fílum (embrancament en el CINZ / divisió en el CINAFP)
- Classe
- Ordre
- Família
- Tribu
- Gènere
- Espècie

## Categories subordinades
La necessitat de detallar la classificació obligà a establir categories intermèdies que es formen, sobretot, afegint prefixos a les ja existents. Els prefixos utilitzats són "super-", "sub-" i "infra-". Cal subratllar que algunes de les categories formades no s'utilitzen per res; en particular, "supergènere" és substituït per "tribu", i "superespècie" és substituït en botànica per "grex". També hi ha casos habituals, com "subgènere", "subespècie", "varietat" i "raça", i no tan habituals, com "subtribu".
En les categories superiors, (de família cap amunt) un nivell més baix es pot assenyalar afegint el prefix "infra", que significa més baix, a la categoria. Per exemple infraordre (per sota del subordre) o infrafamília (per sota de la subfamília).
Un exemple de classificació completa, la de l'espècie humana, permet mostrar l'aplicació del concepte amb més claredat.
| Domini          | Eukaryota            | (Eucariotes)                                                   |
| Sense categoria | Unikonta             | (Amb cèl·lules flagel·lades)                                   |
| Sense categoria | Opisthokonta         | (Les cèl·lules tenen el flagel cap enrere)                     |
| Regne           | Animalia             | (Animals)                                                      |
| Subregne        | Eumetazoa            | (Amb teixits)                                                  |
| Sense categoria | Bilateria            | (Simetria bilateral)                                           |
| Sense categoria | Coelomata            | (Amb celoma)                                                   |
| Superfílum      | Deuterostomia        | (Deuteròstoms)                                                 |
| Fílum           | Chordata             | (Cordats)                                                      |
| Sense categoria | Craniata             | (Amb crani)                                                    |
| Subfílum        | Vertebrata           | (Vertebrats)                                                   |
| Infrafílum      | Gnathostomata        | (Amb mandíbules articulades)                                   |
| Sense categoria | Teleostomi           | (amb dues narius)                                              |
| Superclasse     | Tetrapoda            | (Amb quatre extremitats)                                       |
| Sense categoria | Amniota              | (L'embrió es desenvolupa en tres embolcalls)                   |
| Classe          | Mammalia             | (Mamífers)                                                     |
| Subclasse       | Theria               | (Teris)                                                        |
| Infraclasse     | Eutheria             | (Euteris)                                                      |
| Superordre      | Euarchontoglires     | (Euarcontoglirs)                                               |
| Sense categoria | Euarchonta           | (Euarconts)                                                    |
| Ordre           | Primates             | (Primats)                                                      |
| Subordre        | Haplorrhini          | (Haplorrins)                                                   |
| Infraordre      | Simiiformes          | (Micos)                                                        |
| Parvordre       | Catarrhini           | (micos amb un musell més o menys rectes i narius cap endavant) |
| Superfamília    | Hominoidea           | (micos sense cua)                                              |
| Família         | Hominidae            | (Homínids)                                                     |
| Subfamília      | Homininae            | (Hominins)                                                     |
| Tribu           | Hominini             | (Hominins erguits)                                             |
| Subtribu        | Hominina             |                                                                |
| Gènere          | Homo                 |                                                                |
| Espècie         | Homo sapiens         |                                                                |
| Subespècie      | Homo sapiens sapiens |                                                                |

## Nomenclatura segons la categoria
La nomenclatura estableix una terminologia que permet saber, a partir del sufix de qualsevol tàxon, quina és la seva categoria taxonòmica i posició en la jerarquia sistemàtica. La taula següent mostra aquesta nomenclatura.
| Categoria taxonòmica \ Regne  | Planta Plantae                                                                                 | Protist Protista                                                                               | Fong Fungi                                                                                     | Eubacteri Eubacteria                                                                           | Animal Animalia                                                                                |
| ----------------------------- | ---------------------------------------------------------------------------------------------- | ---------------------------------------------------------------------------------------------- | ---------------------------------------------------------------------------------------------- | ---------------------------------------------------------------------------------------------- | ---------------------------------------------------------------------------------------------- |
| Divisió, Embrancament o Fílum | -phyta                                                                                         | -phyta                                                                                         | -mycota                                                                                        |                                                                                                |                                                                                                |
| Subfílum                      | -phytina                                                                                       | -phytina                                                                                       | -mycotina                                                                                      |                                                                                                |                                                                                                |
| Classe                        | -opsida                                                                                        | -phyceae                                                                                       | -mycetes                                                                                       |                                                                                                |                                                                                                |
| Subclasse                     | -idae                                                                                          | -phycidae                                                                                      | -mycetidae                                                                                     |                                                                                                |                                                                                                |
| Superordre                    | -anae                                                                                          | -anae                                                                                          |                                                                                                |                                                                                                |                                                                                                |
| Ordre                         | -ales                                                                                          | -ales                                                                                          | -ales                                                                                          | -ales                                                                                          |                                                                                                |
| Subordre                      | -ineae                                                                                         | -ineae                                                                                         | -ineae                                                                                         | -ineae                                                                                         |                                                                                                |
| Infraordre                    | -aria                                                                                          | -aria                                                                                          |                                                                                                |                                                                                                |                                                                                                |
| Superfamília                  | -acea                                                                                          | -acea                                                                                          |                                                                                                |                                                                                                | -oidea                                                                                         |
| Família                       | -aceae                                                                                         | -aceae                                                                                         | -aceae                                                                                         | -aceae                                                                                         | -idae                                                                                          |
| Subfamília                    | -oideae                                                                                        | -oideae                                                                                        | -oideae                                                                                        | -oideae                                                                                        | -inae                                                                                          |
| Tribu                         | -eae, ae                                                                                       | -eae, ae                                                                                       | -eae, ae                                                                                       | -eae                                                                                           | -ini                                                                                           |
| Subtribu                      |                                                                                                |                                                                                                |                                                                                                | -inae                                                                                          | -ina                                                                                           |
| Gènere                        | -us, -a, -um, -is, -os, -ina, -ium, -ides, -ella, -ula, -aster, -cola, -ensis, -oides, -opsis… | -us, -a, -um, -is, -os, -ina, -ium, -ides, -ella, -ula, -aster, -cola, -ensis, -oides, -opsis… | -us, -a, -um, -is, -os, -ina, -ium, -ides, -ella, -ula, -aster, -cola, -ensis, -oides, -opsis… | -us, -a, -um, -is, -os, -ina, -ium, -ides, -ella, -ula, -aster, -cola, -ensis, -oides, -opsis… | -us, -a, -um, -is, -os, -ina, -ium, -ides, -ella, -ula, -aster, -cola, -ensis, -oides, -opsis… |

Per sota la categoria de gènere, tots els noms de tàxons són anomenats "combinacions". La majoria també reben una terminació llatina més o menys codificada en funció de la disciplina. Es distingeixen diverses categories de combinacions:
- Entre gènere i espècie (subgènere, secció, subsecció, sèrie, subsèrie, etc.), les combinacions són infragenèriques i binomials
- A la categoria d'espècie, les combinaciones són específiques i binomials
- Per sota l'espècie, les combinacions són infraespecífiques i trinomials.